# Ödåkra landskommun
Ödåkra landskommun var en kommun i dåvarande Malmöhus län. Kommunkoden var 1205.

## Historik
Kommunen bildades som storkommun vid kommunreformen 1952 genom sammanläggning av de tidigare kommunerna Allerum och Fleninge. Kommunen fick sitt namn efter tätorten Ödåkra, som var den största tätorten i den nya kommunen och som därför också blev kommunens huvudort. Orten var dock mycket mindre när de två äldre landskommunerna bildades genom 1862 års kommunalförordningar, men växte sig större efter 1885 då Skåne-Hallands järnväg mellan Helsingborg och Halmstad drogs förbi orten. Ett stationshus hade invigts 1884 och utvecklingen ökade då Helsingborgs Spritförädlings AB grundades i orten 1898. Kommunens gränser motsvarade de nuvarande församlingsgränserna för Allerums och Fleninge församlingar. Förutom huvudorten omfattade kommunen orterna Allerum, Domsten, Fleninge, Hittarp, Hjälmshult och Laröd. Till en början användes det gamla kommunalhuset i Fleninge även som den nya kommunens kommunalhus, men då detta så småningom ansågs otidsenligt beslutades om att ett nytt kommunalhus skulle byggas i Ödåkra. Det nya kommunalhuset ritades av Gunnar Cedervall och stod klart 1966 tillsammans med ett centrumområde bestående av bland annat bibliotek och post- och bankkontor.
Endast 10 år efter att kommunen bildats, vid 1962 års riksdag, gjordes en ny översyn av kommunindelningen och våren 1964 fastställde Kungl. Maj:t en ny kommunindelning för riket. I denna föreslogs att Ödåkra landskommun tillsammans med landskommunerna Kattarp, Mörarp och Vallåkra skulle läggas samman med Helsingbogs stad och bilda Helsingborgs kommun. Den nya indelningen var frivillig och förhandlingar mellan de olika kommunerna påbörjades. Kommunfullmäktige i Ödåkra var tveksam till en sammanläggning med Helsingborg och tillsammans med Kattarps kommun föreslog man att dessa två kommuner istället skulle läggas samman med Ödåkra som centralort. Detta förslag stöddes även av länsstyrelsen i Malmöhus län. I orterna Laröd, Hittarp och Allerum fanns dock en stark opinion för sammanläggning med Helsingborg. De berörda kommunerna hade däremot ingått i ett brandförsvarsavtal med Helsingborgs stad som innebar att man fick en gemensam brandchef och heltidsanställd brandkår med bas i Helsingborg, tillsammans med deltidsanställda brandmän i kommunerna. En stor del av kommunens befolkning arbetspendlade också till Helsingborg. Sent på hösten 1970 fastslog Kungl. Maj:t att Ödåkra kommun trots allt skulle ingå i den nya kommunen med hänvisning till att den hade en naturlig förbindelse med Helsingborg genom gemensam arbetsmarknad och service.

### Kyrklig tillhörighet
I kyrkligt hänseende tillhörde kommunen Allerums församling och Fleninge församling.

## Geografi
Ödåkra landskommun omfattade den 1 januari 1952 en areal av 73,88 km², varav 73,41 km² land.

### Tätorter i kommunen 1960
| Tätort  | Folkmängd |
| ------- | --------- |
| Hittarp | 912       |
| Ödåkra  | 849       |
| Allerum | 436       |
| Domsten | 251       |

Tätortsgraden i kommunen var den 1 november 1960 57,2 procent.

## Politik

### Mandatfördelning i valen 1950-1966
| 17 | 18 |

| 34 |

| 17 | 18 |

| 31 |

| 13 | 7 | 3 | 12 |

| 31 |

| 14 | 7 | 4 | 10 |

| 31 |

| 10 | 7 | 6 | 3 | 9 |

| 30 | 5 |